# زندگی برجسته‌ترین نقاشان، پیکرتراشان و معماران
زندگی برجسته‌ترین نقاشان، پیکرتراشان و معماران (ایتالیایی: Le vite de' più eccellenti pittori, scultori, e architettori) مجموعه‌ای از زندگی‌نامه‌های هنرمندان است که توسط نقاش و معمار ایتالیایی قرن شانزدهم، جورجو وازاری نوشته‌شده‌است و «شاید معروف‌ترین و حتی امروزه، پرخواننده‌ترین اثر ادبی قدیمی دربارهٔ هنر» است، و آن را «یکی از تأثیرگذارترین نوشته‌های رنسانس ایتالیایی در مورد هنر»، و «اولین کتاب مهم در تاریخ هنر» می‌دانند.
وازاری این اثر را در دو نسخه گوناگون منتشر کرد که تفاوت‌های اساسی بین آنها وجود داشت. نسخهٔ اول، دو جلدی و در ۱۵۵۰ میلادی؛ و نسخهٔ دوم، سه جلدی و در ۱۵۶۸ منتشر شد (که معمولاً این چاپ دوم، ترجمه و به آن اشاره می‌شود). یکی از تغییرات مهم، افزایش توجه به هنر ونیزی در ویرایش دوم بود، حتی اگر وازاری همچنان مورد انتقاد قرار گرفت و از آن زمان تاکنون به دلیل تأکید بیش از حد بر هنر زادگاهش فلورانس مورد انتقاد قرار گرفته‌است.
این کتاب در ایران با عنوان «زندگی هنرمندان» ترجمه و توسط انتشارات سوره مهر منتشر شده‌است.